# Göksel Kundakçı
Mustafa Göksel Kundakçı (* 6. April 1988) ist ein türkischer Badmintonspieler.

## Sportliche Karriere
Göksel Kundakçı machte 2006 international erstmals auf sich aufmerksam, als er mit dem türkischen U19-Team die Balkanmeisterschaften gewann. Ein Jahr später siegte er erstmals im Herreneinzel bei der türkischen Meisterschaft im Badminton. Im Doppel wurde er bei derselben Veranstaltung Vizemeister. 2009 gab es bei den nationalen Titelkämpfen sowohl im Einzel als auch im Doppel den gleichen Einlauf. Im letztgenannten Jahr konnte sich Kundakçı auch zwei Medaillen bei den Balkanmeisterschaften sichern, wo er Bronze im Herrendoppel und Silber mit der Mannschaft gewann.

## Erfolge
| Saison | Veranstaltung                    | Disziplin    | Platz | Sieger                             |
| ------ | -------------------------------- | ------------ | ----- | ---------------------------------- |
| 2006   | Balkanmeisterschaft U19          | Team         | 1     | Göksel Kundakçı                    |
| 2007   | Türkische Meisterschaft          | Herreneinzel | 1     | Göksel Kundakçı                    |
| 2007   | Türkische Meisterschaft          | Herrendoppel | 2     | Göksel Kundakçı / Hüseyin Durakcan |
| 2008   | Türkische Hochschulmeisterschaft | Herreneinzel | 3     | Göksel Kundakçı                    |
| 2008   | Türkische Hochschulmeisterschaft | Team         | 2     | Gazi Üniversitesi                  |
| 2009   | Türkische Meisterschaft          | Herreneinzel | 1     | Göksel Kundakçı                    |
| 2009   | Türkische Meisterschaft          | Herrendoppel | 2     | Göksel Kundakçı / Hüseyin Durakcan |
| 2009   | Balkanmeisterschaft              | Team         | 2     | Göksel Kundakçı                    |
| 2009   | Balkanmeisterschaft              | Herrendoppel | 3     | Göksel Kundakçı / Hüseyin Durakcan |